# Roberto Lemmi
Roberto Lemmi (Firenze, 24 marzo 1901 – Firenze, 1971) è stato un pittore, illustratore, fumettista e grafico pubblicitario italiano.

## Biografia
Nato a Firenze il 24 marzo 1901 è considerato uno dei maggiori pittori e illustratori animalier europei del Novecento. Appassionato naturalista e cultore dell’arte di Diana fin da giovanissimo si distinse per la sua abilità nel disegnare animali, si diplomò all’Accademia delle Belle Arti di Firenze e condusse una vita schiva e riservata nella sua città natale. Collaborò come illustratore con importanti case editrici dell’epoca, nel 1936 nacque il sodalizio con l’editore Enrico Vallecchi e fino al 1971, anno della sua morte, realizzò quasi tutte le copertine della rivista venatoria “Diana”. Anche riviste venatorie straniere contattarono Roberto Lemmi per importanti collaborazioni, confermando la sua valenza artistica a livello europeo.
Come autore di fumetti collaborò con l’editore Nerbini realizzando il personaggio del “Giustiziere Mascherato” in sostituzione de “l’Uomo Mascherato” bandito nel 1938 dal regime fascista. Fu illustratore di moltissimi di libri, autore di vignette e manifesti pubblicitari per importanti aziende come FIAT, Piaggio, Belfe, Beretta. Collaborò con il Laboratorio di Zoologia Applicata alla Caccia di Bologna e realizzò un importante scenografia per il Parco Nazionale d’Abruzzo.
Sicuramente erede della tradizione pittorica toscana dell’Ottocento anche lui si ispira al realismo e alla rappresentazione della natura, ma il suo essere anche illustratore e fumettista conferisce un tocco più moderno e una particolare espressività alle sue opere. Caratteristici sono il suo segno e l’utilizzo scrupoloso dei colori, come anche gli effetti che ottiene con l’uso del chiaroscuro nei disegni. Nelle opere più riuscite, come scene di caccia e soggetti animalisti riesce a trovare un perfetto equilibrio tra la precisione naturalistica, il movimento, la suggestione della natura e l’atmosfera della caccia. Intervistato dal giornalista Piero Pieroni Roberto Lemmi, che si definiva pittore “animalista”, dichiarò di non aver avuto maestri, ma di ispirarsi direttamente alla natura, però ammirava alcuni pittori stranieri come il francese Oberthur e il britannico Peter Scott.
I suoi dipinti, di difficile reperibilità, sono particolarmente apprezzati nel mondo venatorio e semplici bozzetti a china o a tempera spuntano prezzi importanti. Numerose le mostre postume: nel 2000 a Pescia (PT), nel 2006 a Firenze presso la Limonaia di Palazzo Medici Riccardi, nel 2007 a Roma, nel 2009 a Trento e nel 2010 a Jesolo (VE).
La più importante raccolta di opere, riviste e libri illustrati da Roberto Lemmi è conservata nel Museo Civico di Storia Naturale di Jesolo (VE).
È sepolto nel Cimitero Monumentale della Misericordia dell'Antella, Comune di Bagno a Ripoli, provincia di Firenze.